# ハンマースバッハ
ハンマースバッハ (ドイツ語: Hammersbach) は、ドイツ連邦共和国ヘッセン州南東部のマイン＝キンツィヒ郡の市である。同州東部、フランクフルト＝ライン＝マイン大都市圏の北東端に位置している。ヴェッテラウ南部、ハーナウの北東約 15 km にあたる。現在の市域内をオーバーゲルマニシュ＝レティシュ・リーメスが通っていた。

## 地理

### 隣接する市町村
ハンマースバッハは、北はリーメスハインおよびビューディンゲン（ともにヴェッテラウ郡）、東はロネブルク、南はノイベルク、南西はブルフケーベル、西はニッデラウ（以上、マイン＝キンツィヒ郡）と境を接している。

### 市の構成
ハンマースバッハは、マールケーベル、ランゲン＝ベルクハイムの両地区および小集落ヒルツバッヒャーヘーフェ、国有地のバイアースレーダーホーフからなる。

## 歴史
市内の、新石器時代からハルシュタット時代を経てケルト人のラ・テーヌ時代に至る（紀元前 5000年から紀元前 50年頃まで）考古学的出土品は、この地に先史時代の入植地があったことを示している。

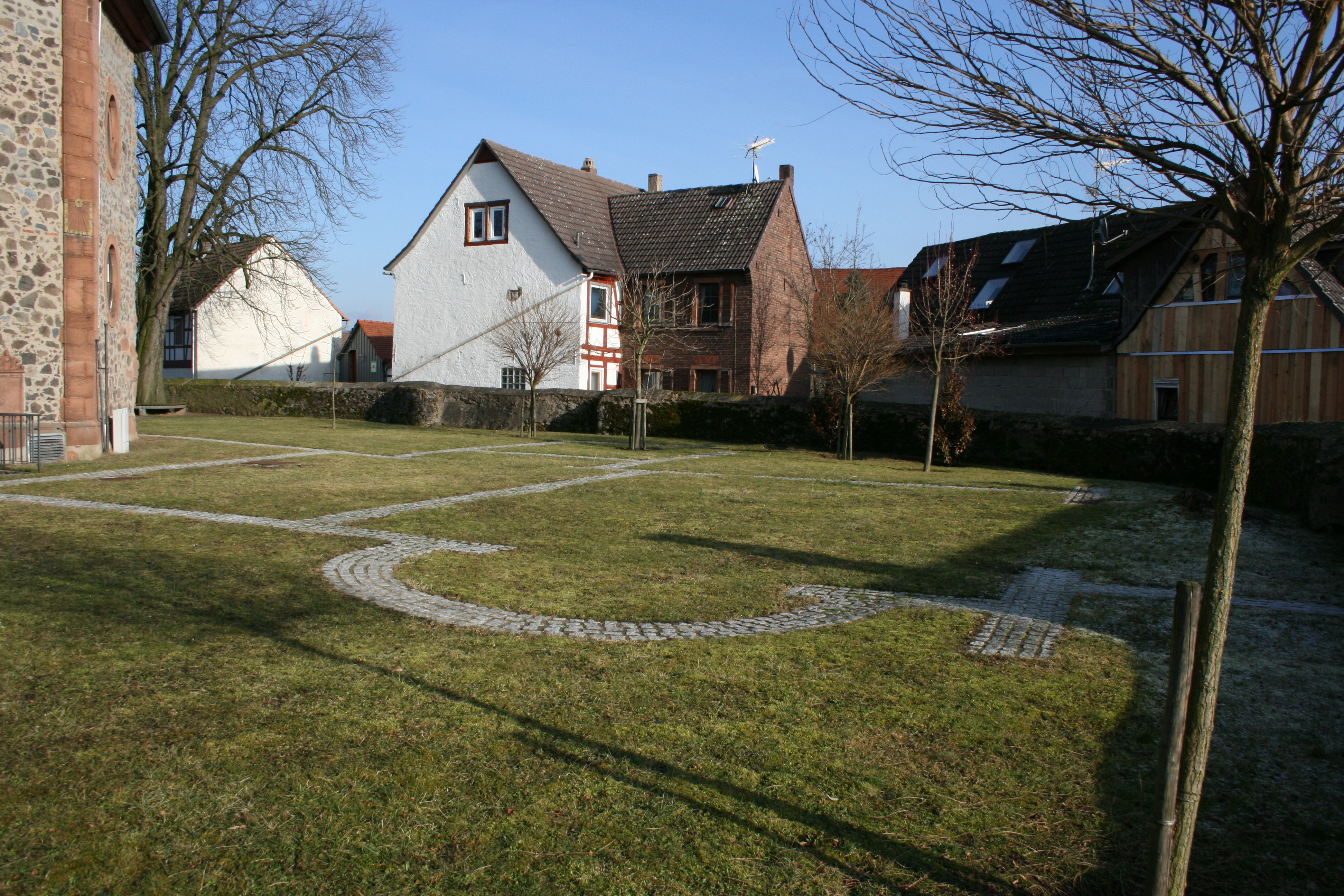
マールケーベルの教会の中庭に石でマールケーベル城砦の浴場の平面図が描かれている。

ローマ人は、マールケーベル地区にザールブルク城砦と同様の規模で、正方形の平面図からなるマールケーベル城砦を建設した。ここからリーメスを横切るクレプスバッハ川の渡河を監視した。ライン＝マイン地区とゲルマニア東部とを結ぶ古い交易路のホーエン・シュトラーセの通商をコントロールした。こうした見地から興味深いことは、他の箇所では真っ直ぐに延びていたリーメスがまさにこの場所で緩やかなカーブを描いていることが分かる。ローマ人は、完全に意図的に以前からあった市場をその帝国内に取り込んだのであった。
この城砦は、現在となっては判明しない部隊の駐屯地であった。1884年の発掘調査はリーメスの城砦を発見し、駐屯地の位置を特定した。さらなる研究テーマのための調査は1994年まで続けられた。
現在の自治体ハンマースバッハの町域にあった村の成立と、先史時代の集落とのつながりはない。文献記録は、839年に"cavilla" という名でマールケーベルを記述している。ランゲン＝ベルクハイム（1820年までは「ベルクハイム」と呼ばれていた）は、1057年に "bercheim" として記録されている。ヒルツバッハの最も古い文献上の記載は、1128年に "hirzbach" としてなされている。バイアースレーダーホーフは、1139年に "allodium rode" として記録された。
バイアースレーダーホーフを除くすべての村は、中世には1255年までミュンツェンベルク家が領していたが、その断絶後には別々の歴史をたどった。マールケーベルとヒルツバッハは、ハーナウ伯領となった。1368年にマークケーベルは都市権を得て、ハーナウ伯ウルリヒ4世によって市壁と2つの市門で護られた都市となった。マークケーベル (Marköbel) は、ミュンツェンベルク家の統治時代からすでにケーベラー・メスという名で広く知られた市場町であった。その名前にも Markt（市場）を含んでいるが、これは1220年に皇帝フリードリヒ2世が宮廷をゲルンハウゼンに移して以来のものである。これに対してベルクハイムはビューディンゲン家の所領となった。ハーナウ＝ミュンツェンベルク伯領は、ハーナウ家の断絶に伴い、1736年にヘッセン＝カッセル方伯領となり、1866年にプロイセンに併合された。
三十年戦争では、現在の町域にあったすべての村はひどい破壊を受けた。マールケーベルは1635年に、ネルトリンゲンの戦いから西に向かって退却するプロテスタント軍によって完全に焼き払われた。
マールケーベルの市壁は1905年に取り壊された。マールケーベルとランゲン＝ベルクハイムは、1919年（ヴァイマル共和政）になって初めて同一の地域に組み込まれた。1945年から両村は、ヘッセン州に編入された。
現在の自治体ハンマースバッハは1970年のヘッセン州の地域再編によって成立したのだが、その名前の由来は、ランゲン＝ベルクハイムで湧出し、マールケーベルでクレプスバッハ川に注ぐ同名の小川に由来する。この合併は、旧ハーナウ郡に属すマールケーベル（ヒルツバッハを含む）および国有地のバイアースレーダーホーフが、旧ビューディンゲン郡のランゲン＝ベルクハイムと合併したものであった。
1980年代半ばに、町内の歴史的建造物に対する大規模な修復工事が行われた。

## 行政

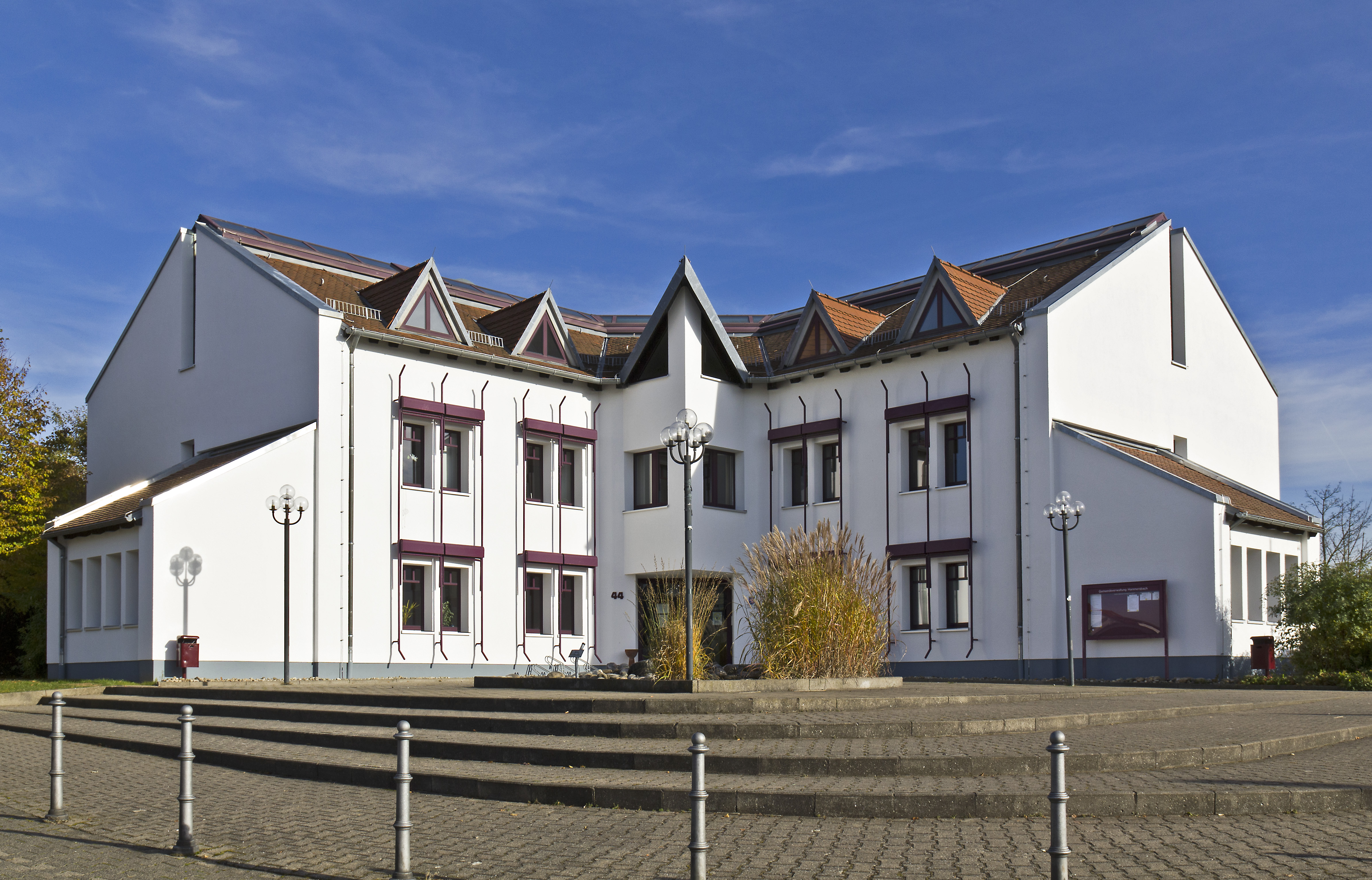
ハンマースバッハの町役場

### 議会
ハンマースバッハの町議会は、23議席からなる。

## 文化と見所

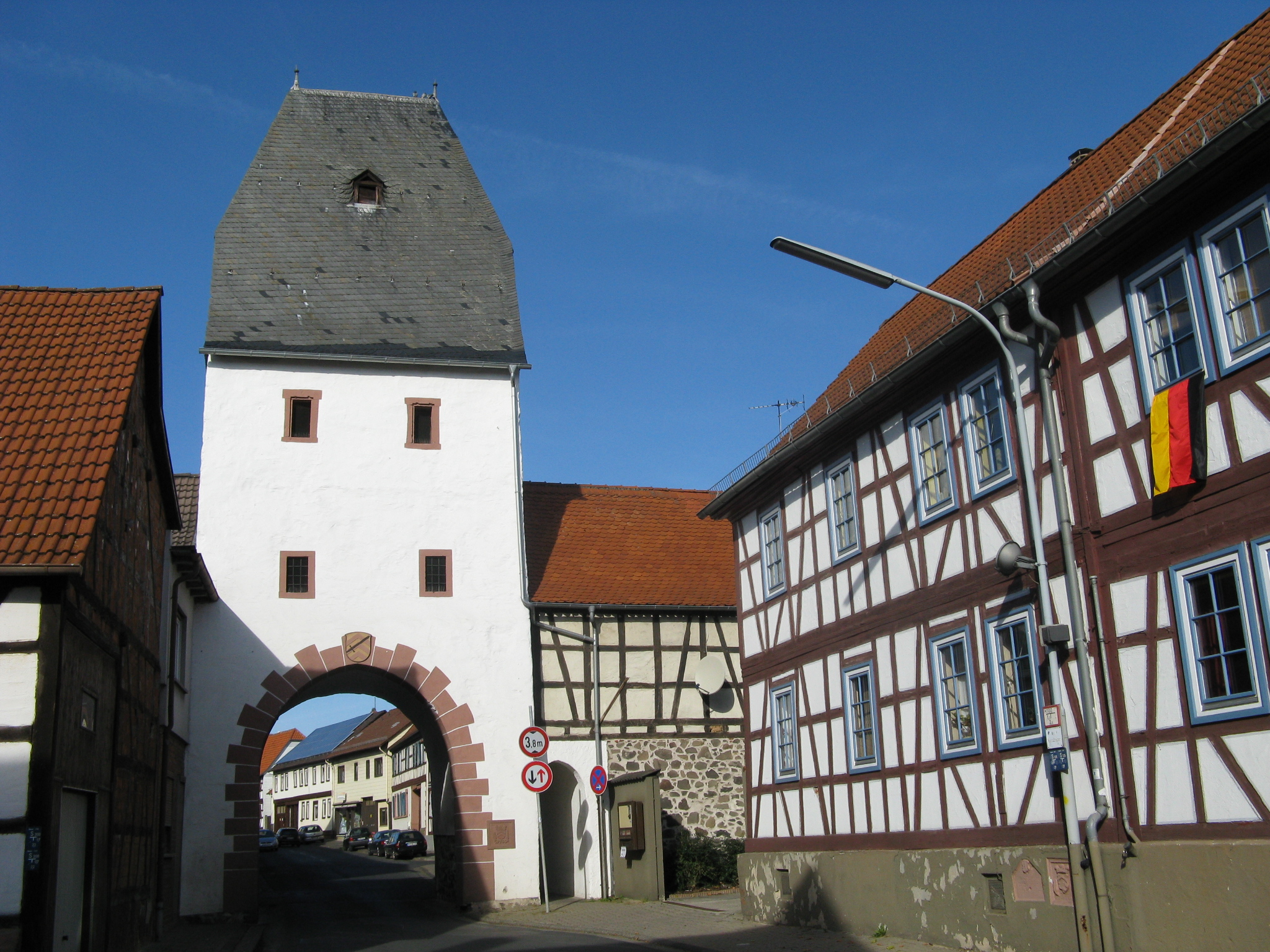
マールケーベルのウンタートーア

### 建築
- マールケーベルの墓地に、長さ 4.7 m のローマ時代のリーメスの壁が再構成され、近くで見学することができる。この他の部分は、ローマ時代の駐屯地は現在のマールケーベル地区で完全に覆われており、城砦の平面図を精確になぞっているハウプト通りとノルト通り以外は全く識別することができない。
- 中世には外側に幅 14 m、深さ 3 m の逆茂木が仕掛けられた壕を備えていた市壁は大部分が破壊されたが、ウンタートーア（またはゲルンホイザー門）は現存している。この建物は上階が牢として利用され、首切り刀（ハンマースバッハの紋章に描かれている）とともにマールケーベルの市の印章に描かれていた。また、オーバートーア（またはレーダー門）の監視塔も遺っている。
- 1986年までマールケーベルの役場として使われていた木組み建築は1686年に建造された木組み建築（1987/1988年に修復）で、三十年戦争以前（1391年に最初の記録が遺る）のシュピルハウス（現在の町役場に当たる建物）の後継建造物であった。地下はワイン庫、解放された1階は市場ホール、上階が裁判、文書庫、行政当局に利用されていた。市場の泉（シュピレスボルン）は現存しない。マールケーベルの中心にあたるハウプト通り沿いには、同じ時代の木組み建築が他にも遺されている。
- 現在の国有地バイアースレーダーホーフは、1139年に初めて記録されている。現在、ここでは毎年、地元の歴史的な農業機械を集めた展覧会が開催されている。
- ヒルツバッハのアントニター礼拝堂の歴史は 1254年に遡り、ハーナウ伯ラインハルト1世がアントニナー教団に寄贈したものである。修復された礼拝堂は見学することができる。

- 再構成されたリーメスの壁
- マールケーベルのオーバートーアの監視塔
- マールケーベルの旧役場
- ヒルツバッハの礼拝堂

## 経済と社会資本
20世紀半ばまで、農業がこの街の主な収入源であった。ローマ人が遺したブドウ栽培は、19世紀半ばにフィロキセラのために放棄されてしまった。
現在この町は、ライン＝マイン大都市圏の入口にあたっている。

### 交通
アウトバーン A45号線の新しいハンマースバッハ・ジャンクションがランゲン＝ベルクハイム近郊に建設された。

### 教育
町内には2つの幼稚園とアストリート＝リントグレン＝シューレ（基礎課程学校）がある。

### 産業地域
ランゲン＝ベルクハイムの東端に以前から設けられていた産業地区「アム・シュールツェーンテン」は2004年以降新しい産業・住宅地「アム・ラッハバッハ」と境を接するようになった。この新しい産業・住宅地は総面積 13 ha で、そのうち 6 ha が産業用地、3 ha が住宅地である。残りの土地は交通用地、公園、緑地となっている。小売店がここに出店している。
2010年現在、A45号線の東側に、ビューディンゲン、リーメスハイン、アルテンシュタットとともに自治体を超えた産業地域整備が準備されている。

### スポーツ
この町の2つの地区には、それぞれ KSV ランゲン＝ベルクハイムと SG マールケーベルというサッカークラブがある。

## 引用
1. ↑  Hessisches Statistisches Landesamt: Bevölkerung in Hessen am 31.12.2023 (Landkreise, kreisfreie Städte und Gemeinden, Einwohnerzahlen auf Grundlage des Zensus 2011)]
2. ↑  2011年3月27日の町議会議員選挙結果、ヘッセン州統計局（2012年11月18日 閲覧）